# Monique de Roux
Monique de Roux (París, 1946) es una pintora y especialista en grabado. Vive y trabaja en España.

## Biografía
Es hermana del escritor Dominique de Roux, del marino Jacques de Roux, del abogado y político Xavier de Roux, y del periodista Emmanuel de Roux. Pasó su primera infancia en Argelia, antes de regresar a París con seis años. En una de sus primeras visitas a un Museo, "La gitana dormida" del Douanier Rousseau le produce un gran impacto estético. Lo mismo le sucede con los grandes maestros del Quattrocento.
Monique de Roux estudia en la Academia de Bellas Artes de París (1965 a 1968), especializándose en grabado. En 1969 completa su formación en la Academia de Bellas Artes de San Fernando, en Madrid, ciudad en la que se establece junto con su marido.
Su primera exposición individual es en la galería La Maison pour tous de París, en 1969. En los años 70 expone sus grabados en numerosas galerías españolas. Dominan los tonos oscuros, en una visión crepuscular de maniquíes inquietantes, personajes inmóviles o pájaros enjaulados. Monique de Roux recibe el premio “Carmen Arozena” de grabado en 1980. Recibe el premio Máximo Ramos en 1984.
Paralelamente, desde finales de los años 70 Monique de Roux retoma su interés por la pintura: en 1984 es seleccionada en el taller que Antonio López imparte en el Círculo de Bellas Artes de Madrid. 
Al año siguiente se instala con su familia en la Ciudad de Panamá, donde ejerce como profesora de grabado en el Museo de Arte Contemporáneo de Panamá. Los cuatro  años vividos en América Central van a ejercer una influencia importante en su obra. No solamente se reencuentra con los paisajes del Douanier Rousseau, sino que comienza a usar los colores puros como herramienta del lenguaje simbólico, modificando así la percepción que se tiene de su obra.
Con representación de escenas arquetipales que evocan inquietudes esquivas, su pintura evoca ensoñaciones luminosas y enigmáticas, de una intemporalidad que recuerda determinados cuadros de Zurbarán o del realismo mágico.
De vuelta a Madrid, la Fundación Mapfre le otorga en 1990 el Premio Penagos de dibujo. Expone desde entonces con regularidad en Europa y América.
En 2005, la imprenta de Víctor Galán termina la reedición de toda su serie de grabados. Cinco años más tarde, la Biblioteca Nacional de España acepta el donativo de 130 grabados que ilustra casi toda la obra gráfica de Monique de Roux.
En el centenario de la muerte de su tío abuelo Louis Besson en la batalla del Somme en 1914, publica un libro titulado "Carnet de Louis Besson" con la correspondencia de su familiar durante los dos meses que estuvo en el frente ilustrado por ella.  
En 2016, es una de los artistas seleccionadas por la Calcografía Nacional y el Instituto Cervantes para llevar a cabo un proyecto en el Xu Yuan Center de Pekín, centrado alrededor del grabado y el IV centenario de la muerte de Miguel de Cervantes. Cada artista seleccionado realizó una obra de gran formato centrada en el tema del caballero errante.

## Exposiciones (selección)
- 1994: Galería Herold, Bruxelles.
- Galería Habitante, Panamá.
- 1995: Inter Art Galerie Reich, Colonia.
- 1996: Galerie Alain Blondel, París.
- 1997: ARCO, Galería Seiquer, Madrid.
- 1998: Galería Habitante, Panamá.
- 1999: Galerie Alain Blondel, Paris.
- Galería Tórculo, Madrid.
- 2000: Galería Nolde, Navacerrada, Madrid.
- 2002: Galería Habitante, Panamá.
- 2003: Galería Van Dyck, Gijón.
- Galería Nolde, Navacerrada, Madrid.
- 2007: Inter Art Galerie Reich, Colonia.
- 2008: Galerie Alain Blondel, París.
- 2010: Dibujos, Galería Pelayo47, Madrid.
- Galerie Alain Blondel, París.
- 2013: Moesta et Errabunda, Galerie Alain Blondel, Paris.
- Quand vient le soir, Galería José Rincón, Madrid.
- 2014: Galería Pelayo47, Madrid.
- 2016: Cervantes grabado: Idealismo y Caballeros andantes, Pekín. Invitada por la Calcografía Nacional y el Centro Xu Yuan de Pekín (China) a grabar dos meses.
- 2017: Art Beijing 2017. Instituto Cervantes: El Objeto del Arte.
- 2018: Al otro lado obra gráfica y obra sobre papel, Galería José Rincón, Madrid.
- 2019: Galerie NAG, París.
- 2021: Galería Rafael, Valladolid.
- 2022: Obra reciente, Galería José Rincón, Madrid.

## Últimas exposiciones colectivas
- 2010: Exposition d'été, Inter Art Galerie Reich, Colonia.

- 2015: Galería Acanto, Almería.
- 2016: Galería Rafael, Valladolid.
- Instituto Cervantes Pekín.
- 2017: El objeto del arte, feria de Pekín.
- Feria Estampa, Matadero de Madrid.
- Feria de Arte de Bilbao.
- Galería Rafael, Valladolid.
- 2022: Carte Blanche, Galerie NAG, Paris.

- Hope in the thing with feathers, Anna Zorina Gallery, Los Ángeles.
- 2023: Grabadoras contemporáneas, Museo de Chiclana.

## Colecciones públicas
- Calcografía Nacional, Madrid.
- Museo Bello Piñeiro, El Ferrol.
- Museo del dibujo de Sabiñánigo (Huesca).
- Museo Español del Grabado Contemporáneo, Marbella/Málaga.
- Museo Postal y Telegráfico, Madrid.
- Fundación Cultural Mapfre, Madrid.
- Biblioteca Nacional, Madrid.
- Museo Caixa Nova, Orense.
- Museo Insular Convento de San Francisco, La Palma (Islas Canarias).
- Centro Xu Yuan Art, Pekín.